# Cerro Maggiore
Cerro Maggiore är en ort och kommun i storstadsregionen Milano, innan 31 december 2014 i provinsen Milano, i regionen Lombardiet i Italien. Kommunen hade 15 237 invånare (2018).